# Szurikáta
A szurikáta vagy négyujjú manguszta (Suricata suricatta) a mongúzfélék (régebbi, hagyományos besorolás szerint a cibetmacskafélék) családjának monotipikus neme.  Másik, népies nevén prérikutya, azonban a tudomány egy másik fajt nevez prérikutyának.

## Elterjedése
A Dél-afrikai Köztársaságban Fokföldtől Natalig, sőt Transvaalig, valamint Angolában, Namíbiában és Botswana déli részén honos. Az állomány legnagyobb része az Oranje folyótól délre él.

## Alfajai
- Suricata suricatta suricatta
- Suricata suricatta iona
- Suricata suricatta marjoriae[1]

## Megjelenése, Testfelépítése
Testhossza mintegy 30 cm, ehhez jön még a 20–24 cm-es farok. Tömege az 1 kilogrammot is elérheti. A hímek valamivel nehezebbek, mint a nőstények. A törpemongúzok után a legkisebb mangusztafaj. Teste karcsú és hosszúkás, lába rövid. Erős mellső lábain négy ujj található, amelyeken 15 mm hosszú karmok is találhatók, és az ásást segítik. Nem húzhatók vissza. Hátsó lábain a karmok rövidebbek, 8 mm-esek, a fára mászást segítik. Lábai bokáig szőrtelenek.
Szőrzete puha, testhez simuló. Általában barnásszürke, néhol vörösesbarna, sötétebb sávokkal, a farok vége feketés-sötétbarna. A szőrzet a hasán világosszürke és jóval ritkább, mint a hátoldalon. Ennek a testhőmérséklet szabályozásában van jelentősége: ha az állat fel akar melegedni, hasát a nap felé fordítja, ha le akar hűlni, a hűvös járat aljára szorítja. Hátán párhuzamos csíkok figyelhetők meg; ezek pontos mintázata egyedi. A délebbre élő szurikáták általában sötétebbek, mint északabbra élő fajtársaik. Szemét sötét foltok veszik körül, füle fekete. Fedőszőreinek hossza vállnál 15 mm, csípőnél 30–40 mm. A karcsú farok hegyes, nem bozontos, sárgásbarna fekete heggyel. A szurikáta álló testhelyzetben farkára is támaszkodik, és jelezni is szokott vele.

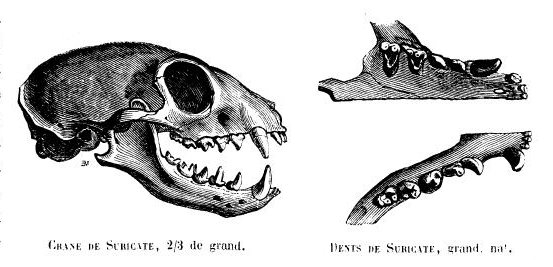
A szurikáta koponyája és fogazata. Gervais Histoire naturelle des mammifères könyvéből

Koponyája magas és kerek. Jellegzetesek a nagy szemlyukak, amelyek a teljes hossz több mint 20%-át teszik ki. Pofája viszonylag nagy és hegyes. Füle kicsi, félhold alakú, és zárható, hogy ásás közben ne menjen bele homok. Fogképlete I 3/3 - C 1/1- P 3/3- M 2/2, összesen 36 fog. Felső külső metszőfogai nagyobbak, mint a többi metszőfoga. A felső szemfogak egyenesek, az alsók görbék. Hátsó fogai a rovarevéshez alkalmazkodtak: őrlőfogai szélesek és hegyesek.
Hallása és szaglása jó, látása különösen éles. Szemének elhelyezkedése lehetővé teszi a ragadozóknál szokásos kétszemes látást, érzékelik a mélységet, és látásának perifériás tartománya széles.

## Hangja
A szurikáták által kiadott hangoknak pontos jelentésük van. A vészkiáltások jelzik a ragadozó típusát, és hogy mennyire sürgős elmenekülni. Emellett hallatnak pánik kiáltásokat, hívójeleket, és mozgásra is késztethetik társaikat. A körülményektől függően csicseregnek, trilláznak, morognak vagy ugatnak. Vészjeleik megkülönböztetik a földön mozgó vagy a levegőből támadó ragadozót. Így összesen hatféle vészjelet adhatnak, amire a csapat különbözőképpen reagál. A sürgős földi veszélyre menedéket keresnek, míg a sürgős légi veszély esetén lekuporodnak. Magát a támadót is keresik szemükkel a megfelelő irányban.

## Életmódja

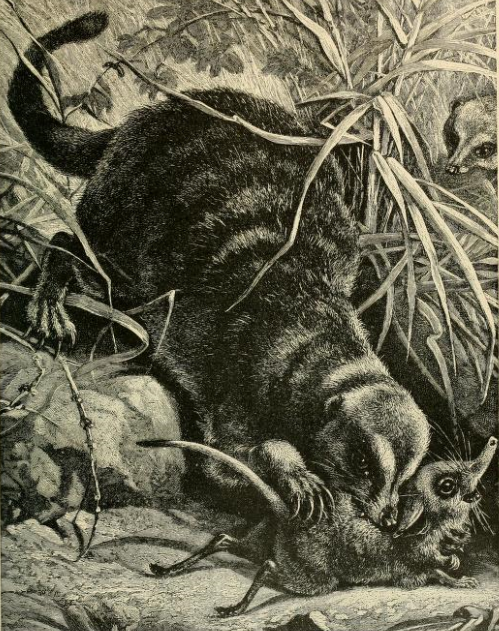
Elefántcickányt elejtő szurikáta Brehm: 'Az állatok világa könyvéből

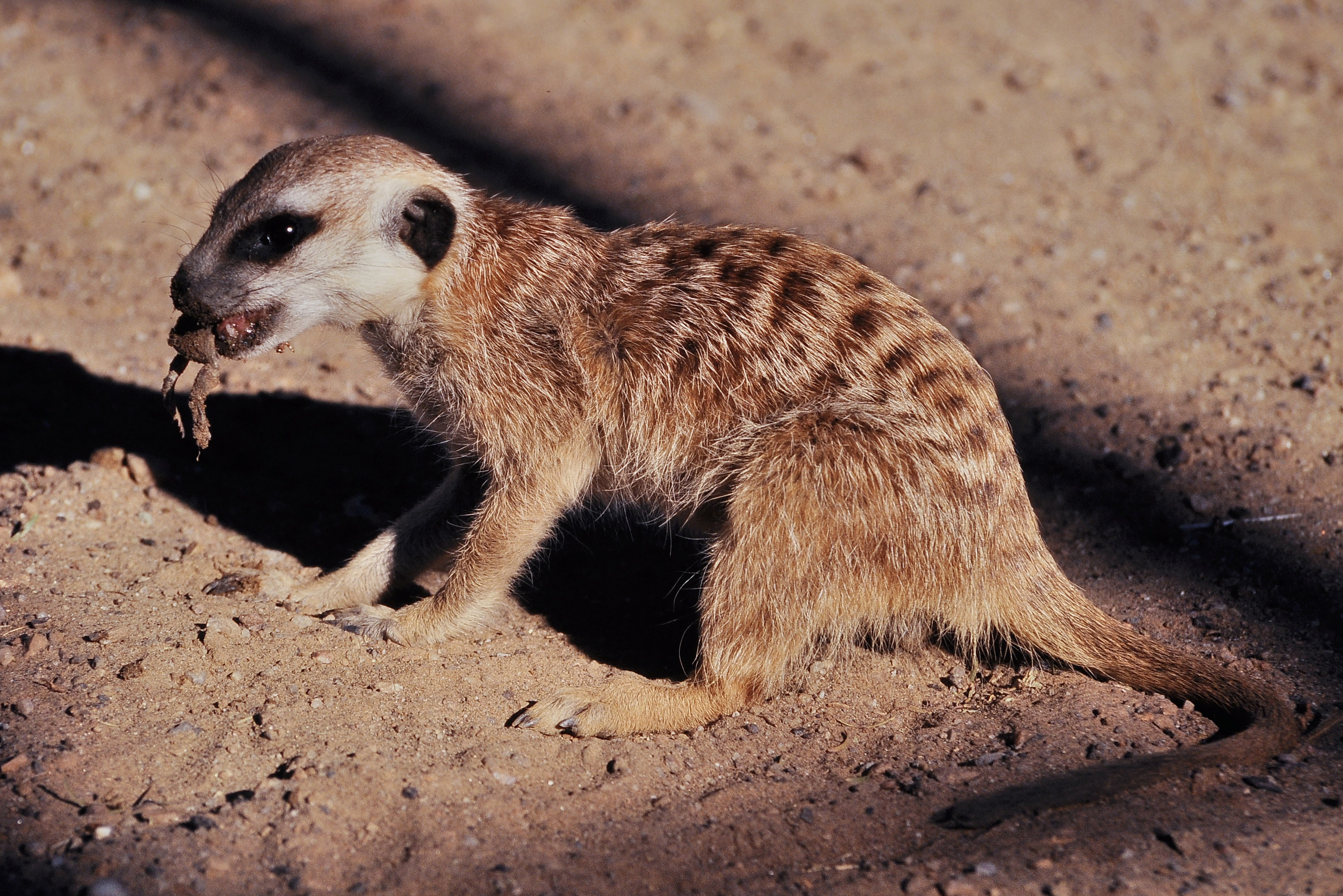
Békát evő szurikáta Namíbiában

A nyílt, füves területeket, száraz síkságokat, a bozótosokat és a sziklás terepet kedveli. Bár rendszertanilag a ragadozók közé tartozik, nem annyira vadász, mint inkább préda. Rendkívüli érdeklődő, már-már szemtelenül kíváncsi állat, és ez hasznára is válik, mert a természetben sokféle táplálékforrást kell kiaknáznia. Dél-Afrikában a ragadozók gyakori zsákmányállata: nemcsak a sakálok és a méhészborzok (Mellivora capensis) vadásznak rá, hanem ragadozó madarak is. Emiatt gyakran áll két lábra, hogy korán észrevegye a közeledő veszélyt.
Mivel élőhelyén a növényzet nem elég sűrű ahhoz, hogy elbújhasson a nagyobb ragadozók elől, föld alatti kotorékokban él. Ezeket erős lábaikkal kaparják ki. Egy-egy kotorékban a járatok hossza elérheti a 3 m-t is. Nappali állat, és ürege néhány száz méteres környezetében hasznosít szinte minden táplálékforrást, legyen az zsenge hajtás, gumó vagy gyökér, rovar, csiga, kisemlős, hüllő vagy madárfióka. Nem képeznek zsírtartalékokat, így a táplálék mindennapos szükségletük. Esős napokon, vagy ha túl nagy a forróság, a kotorékukban rejtőznek. Néha még a skorpiót is megeszi. Táplálékuk 90 százalékát a rovarok teszik ki.
Mint az üregi állatok nagy része, nagyon jó ásó: néhány másodperc alatt képes a saját testsúlyával azonos mennyiségű földet kiásni. Amikor a telep környékén már nincs mit enni, az egész csoport új otthon után néz. A szurikáták esetenként földimókusokkal (Geosciurus) vagy rókamangusztákkal együtt élnek. Szerencsétlen esetben az üregben kígyó is lakik.[forrás?] Kotorékukat is többnyire elhagyott vagy lakott földimókusfészek kibővítésével alakítják ki.

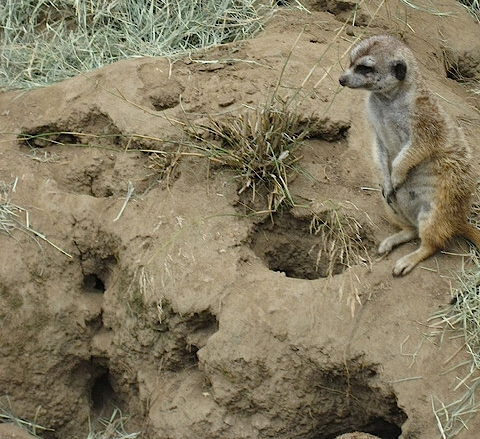
Szurikáta kotorékának bejáratai mellett. (San Diego Zoo, Kalifornia, USA)

Egy-egy telep akár harminc egyedből is állhat, és a kolóniában egyfajta „munkamegosztás” uralkodik. Amíg az állatok többsége táplálkozik, vagy éppen pihen, néhányan két lábra állva figyelnek, és vészjelekkel figyelmeztetik a csoport többi tagját, amikor ragadozó közeledik. Ekkor mindenki a föld alá menekül. Az őröket naponta többször, általában óránként cserélik. A veszélyt jellegzetes ugatással jelzik. Az őr a föld alól is szemmel tartja a ragadozókat, és addig ugat, amíg a veszély közel jár. Egymásra gondosan figyelnek; még a közös ürítőhelyet is együtt keresik fel (napkeltekor). Társadalmi kapcsolataikat kurkászással erősítik meg. Az alfa pár vizeletével meg szokta jelölni alárendeltjeit, akik ezután kurkászni kezdik őket. Ha a csapat szétszakadás után egyesül, akkor is elvégzik ezt. A csoport legtöbb tagja az alfa pártól származik, vagy az alfanőstény testvére. Játszani is szoktak egymással: birkóznak vagy versenyt futnak.
Táplálkozás közben mindig van egy "őrmester" aki figyeli a rájuk leselkedő veszélyt , hogy időben vissza bújhassanak a menedéket jelentő kotorékukba.
A kicsinyeket felváltva őrzik és etetik. A még nem szült alárendelt nőstények is termelnek tejet, így meg tudják szoptatni a kölyköket, ha az alfanőstény nincs a közelben. A kölyköket fokozatosan tanítják meg vadászni. Először megölt skorpiót adnak nekik, majd olyat, aminek kitépték a méregtövisét. Csak később térnek rá a még sértetlen skorpiókra. Egyes vélemények szerint immunisak a skorpió mérgére. A kölykök egy hónapos korukban kezdenek ásni a felnőttek példáját követve. Több család is békésen élhet együtt egy csapatban. Minden csapatban van egy domináns hím és egy domináns nőstény, amelyek valamivel nagyobbak a többieknél, és másképp is viselkednek. Csak a domináns hím párzik a nőstényekkel; az alárendelteknek voltaképpen csak a telep körüli kisegítő munka jut.

## Szaporodása
A hím addig kurkássza a nőstényt, amíg az meg nem engedi, hogy párosodjon vele. A vemhesség 70–77 nap. A domináns nőstény vemhességének utolsó négy hetében határozottan agresszívabban viselkedik az alárendelt nőstényekkel. Elsősorban az idősebb, vemhes vagy velük csak távoli rokonságban álló nőstényeket pécézi ki, és addig-addig marja, harapja a kiszemelt áldozatokat, amíg azok el nem hagyják a csapatot, és száműzetésbe nem vonulnak. Az elüldözöttek ezután mintegy három hétig magányosan vagy kisebb csapatokban élnek. Miután megszülettek a domináns nőstény kicsinyei, a száműzöttek visszatérnek a csapathoz, és segítenek felnevelni az újszülötteket. Az elűzöttek új csapatot alapíthatnak egy kóbor hímmel.
A kutatók szerint a folyamatos zaklatástól az alárendeltek vérében több lesz a stresszhormon, és csökken a nemi hormonok elválasztása. A terrorizált, alárendelt nőstények nem ritkán elvetélnek, fogamzásuk esélye csökken. A domináns nőstény gyakran meg is öli az alárendeltek kölykeit, ezzel minden figyelmet és táplálékot saját kölykeinek biztosít. Ha az alfa hím és az alfa nőstény rokonok, akkor nem párosodnak egymással, de a csoport túlélése érdekében megengedik az alárendeltek szaporodását. Ekkor a nőstények kóbor hímekkel párzanak, és megölik egymás kölykeit, ha alkalmuk adódik rá.
Általában 2–4, de néha 5 kölyök születik. Szemük és fülük csak két hetes korban nyílik ki. Az üreget három hetesen hagyhatják el először. Amikor a kölykök felbukkannak, az összes felnőtt készenlétben áll, és a szokottnál is jobban figyel. Négy hetes korukig bébiszitterek vigyáznak rájuk, azután a csapattal tartanak. Ha veszélyt észlel, akkor a bébiszitter az üregbe vezeti a kölyköket, készen arra, hogy harcoljon értük. Ha nem tudnak a föld alá menekülni, akkor összegyűjti a kölyköket, és rájuk fekszik. A kis szurikáták 4–6 hetes korukig szopnak, de csak 9 hónaposan válnak ivaréretté. Addigra fokozatosan megtanulják a felnőttektől a túléléshez szükséges tennivalókat: milyen ennivalót hogyan szerezhetnek meg, hogyan bánhatnak el a skorpiókkal stb. Egy csapat évente akár három almot is felnevelhet. Várható élettartamuk 6 év.
A legtöbb csoport mérete 20-30, de akár 40 fölé is mehet. Ha egy vészjelre menekülniük kell, akkor lehet, hogy nem ugyanabba a kotorékba menekülnek, így szétszakadnak, és később nem biztos, hogy egymásra találnak. Ha egy nagyon sikeres domináns nőstény meghal, akkor a hatalmi harcok következtében is szétszakadhat a család. A csapatok ki is halhatnak éhínség, betegség, vagy a ragadozók miatt, vagy azért, mert az alfa pár rokon, és nem engedik szaporodni a nőstényeket.

## Állatkertben
Mókás külseje miatt igen kedvelik az állatkertekben; fogságban akár 12-14 évig is élhet.
A magyarországi állatkertekben messze a legkedveltebb mongúzfaj. Sok helyen tartják, így Budapesten, Nyíregyházán, Miskolcon, Debrecenben, Pécsen, Kecskeméten, Szegeden, Veszprémben is.

## Fenyegetések
A Dél-Afrikai Köztársaságban nem kedvelik őket, mert építkezéseikkel termőföldeket tesznek tönkre, és veszettséget terjesztenek. Üldöztetése ellenére nincs veszélyben. Az IUCN is eszerint sorolta be.
Néha összetévesztik az észak-amerikai prérikutyákkal. Ezek azonban rágcsálók, így csak távolabbi rokonok.

## Filmek, sorozatok.
- Az Animal Planet nevű televízióadó egyik legnépszerűbb műsora a Szurikáták udvarháza (angolul Meerkat Manor),[14] a faj egy csoportjának életét bemutató valóságshow.
- A szurikátáról mintázták Timont, a Walt Disney Pictures: Az oroszlánkirály című frachise-ának közkedvelt szereplőjét.
- A BBC Die letzten Drachen dokumentumfilmjében bemutatta, hogy városokban fogságban élő szurikátákat használnak kígyók felkutatására. Háziállatnak nem jó, mert megjelöli a gazdáját és a házat, és megharapja a vendégeket.[15][16]
- James Honeyborne The Meerkats 2008-as filmje egy szurikátacsalád életét mutatja be.
- Az Egyesült Királyságban a Compare the Meerkat sorozat népszerűsített egy ár-összehasonlító oldalt.
- A Pi élete egy 2012-es film, amiben szerepelnek szurikáták, de a környezet és a társadalom nem hiteles.

## Képek

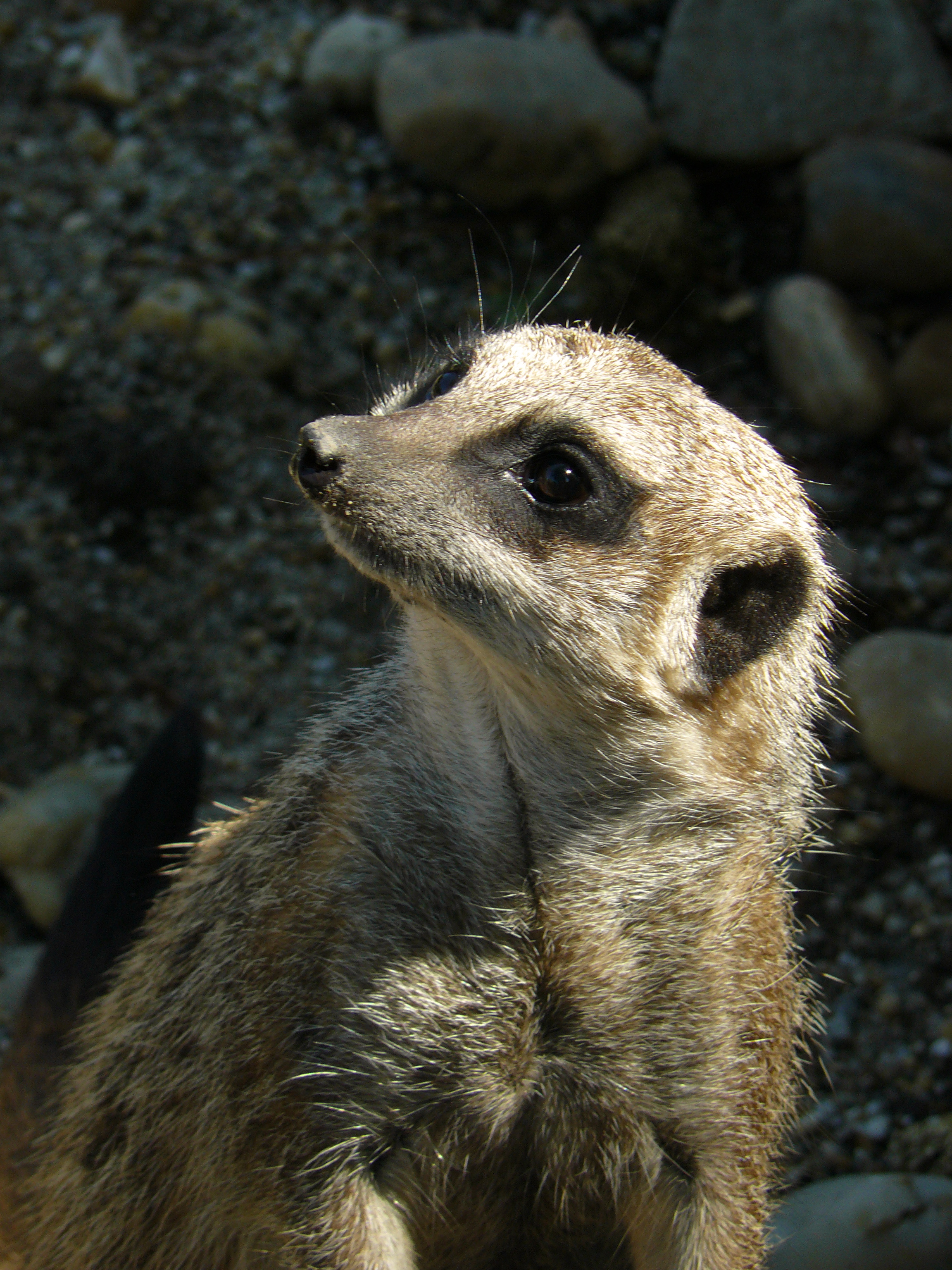
Szurikáták a budapesti,
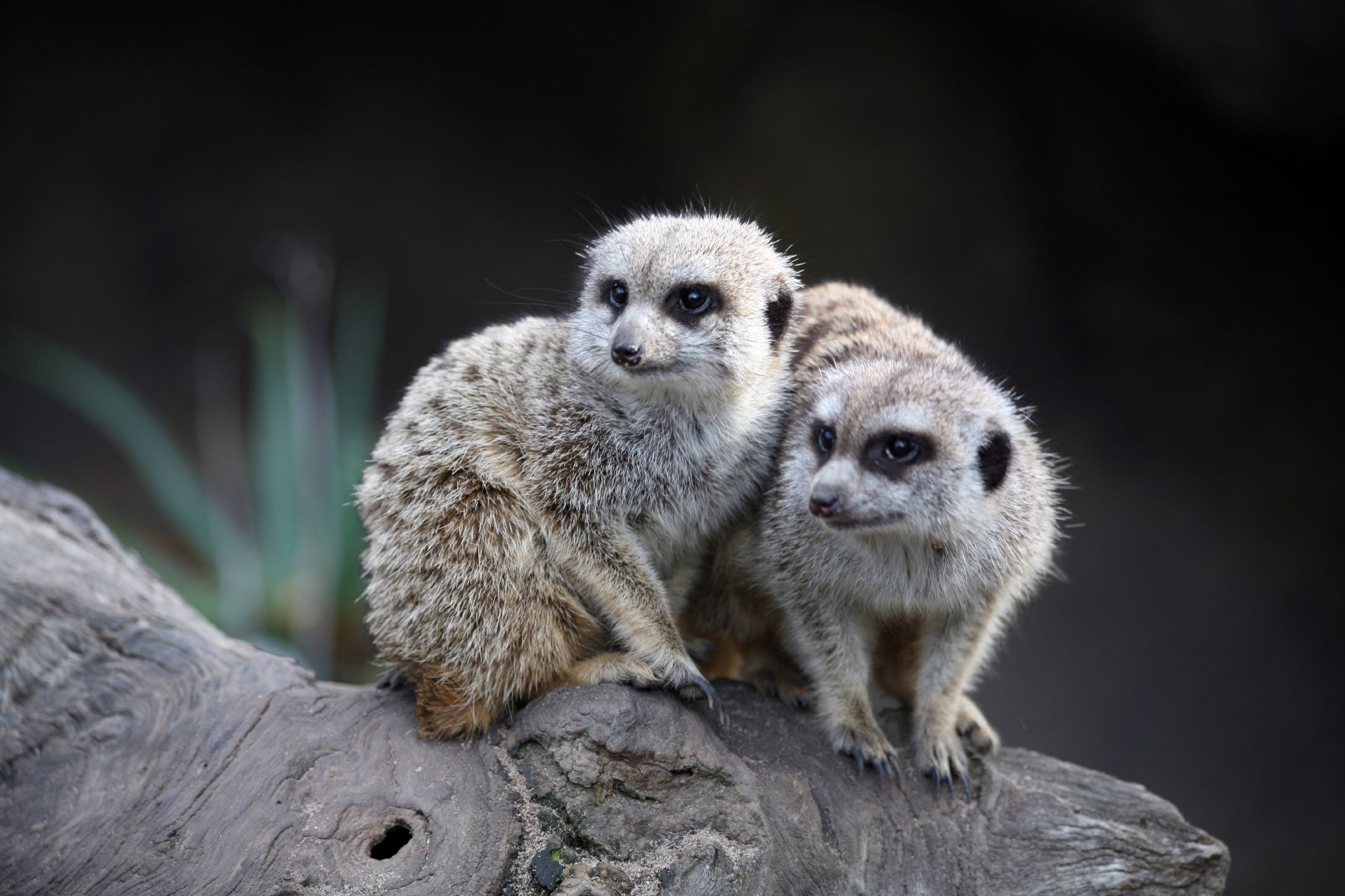
a Melbourne-i,
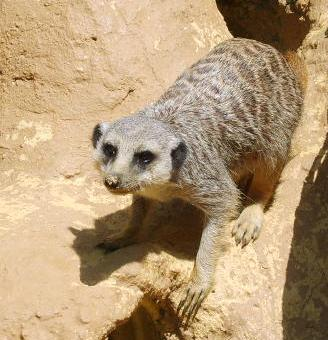
a pécsi,
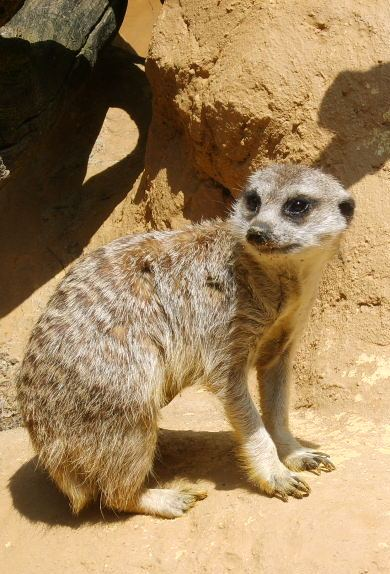
a nagyváradi
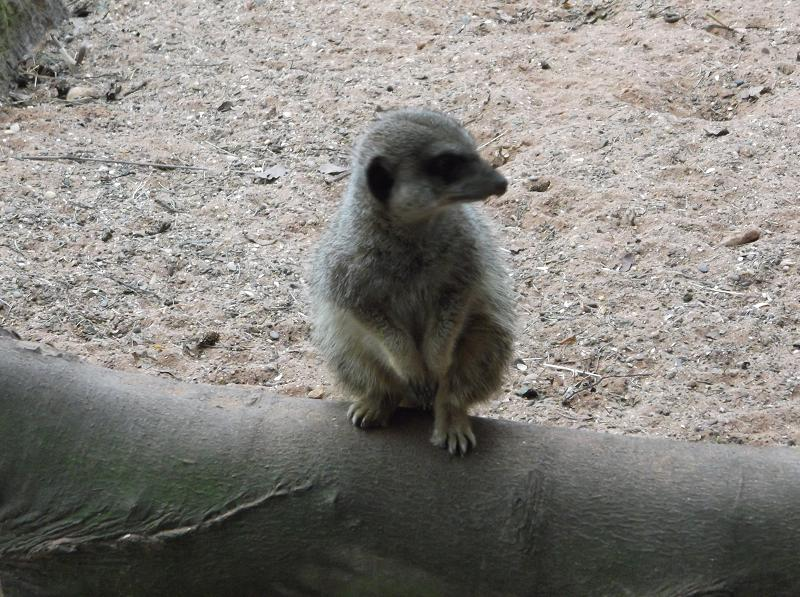
és
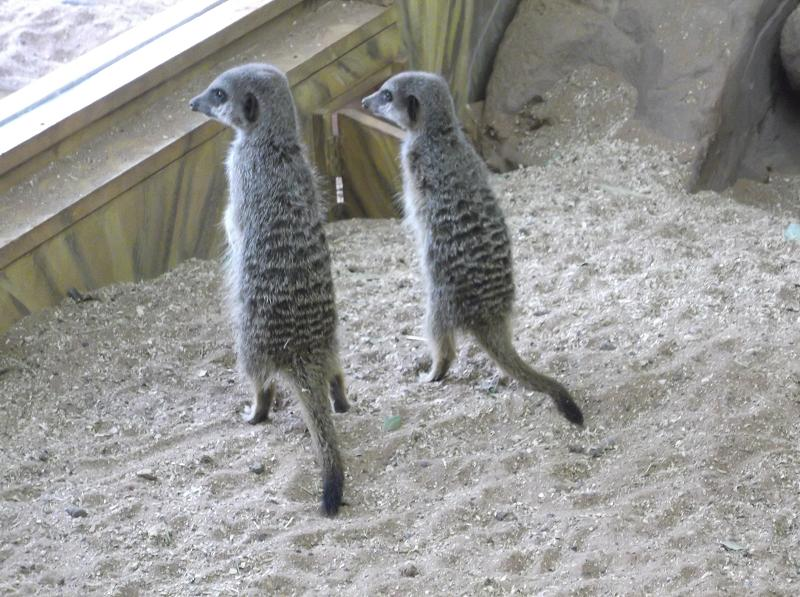
a bristoli
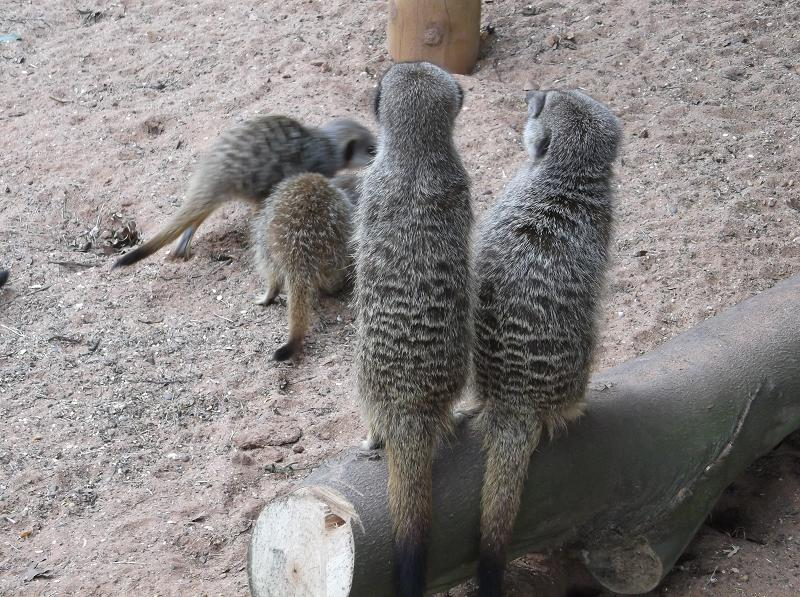
állatkertben
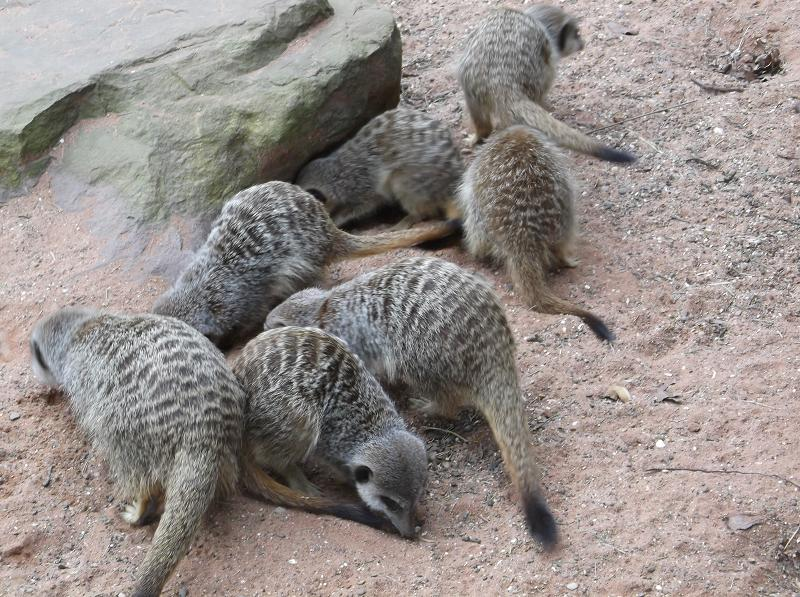
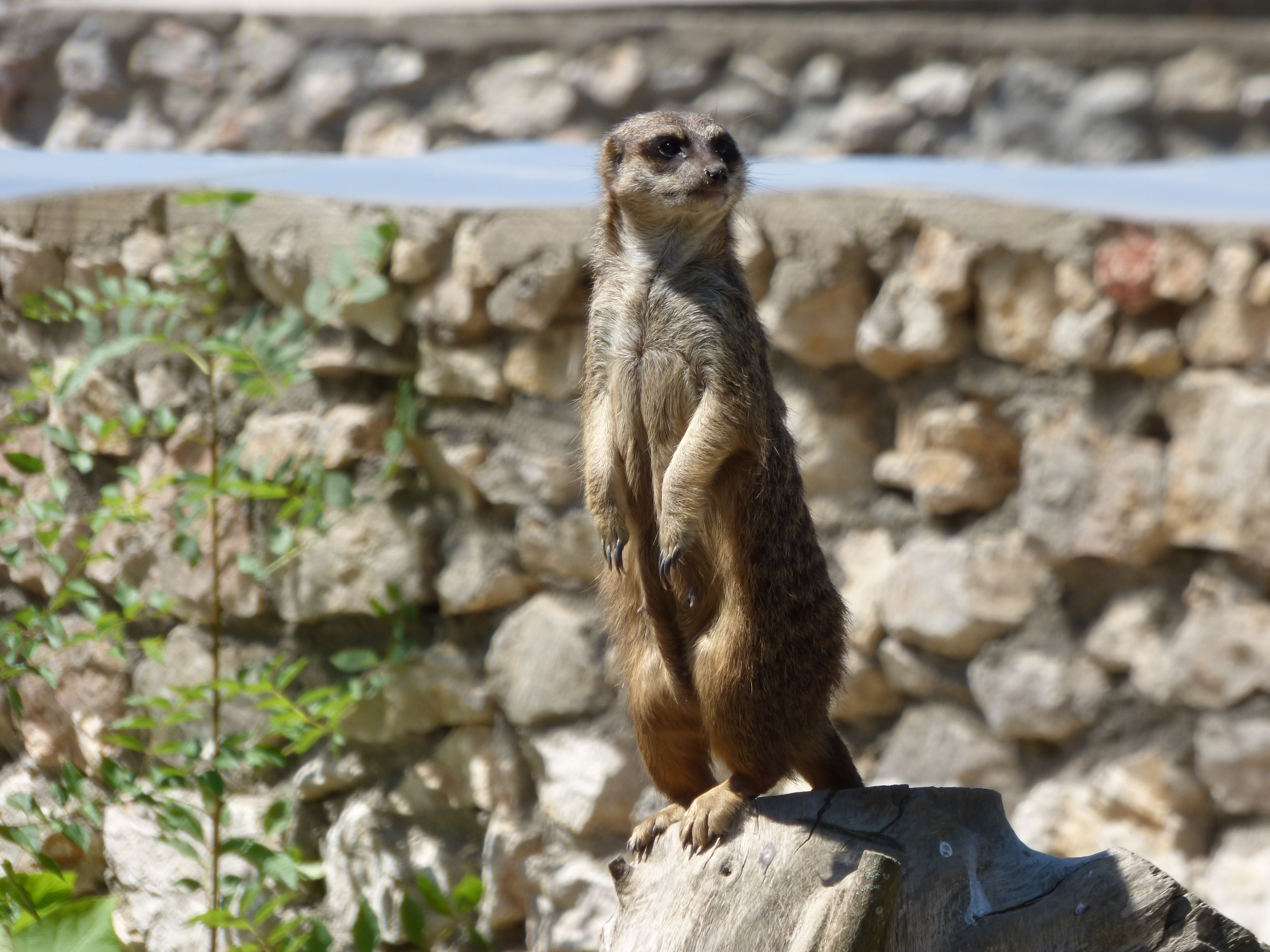
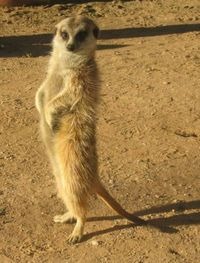

## Fordítás
- Ez a szócikk részben vagy egészben  az   Erdmännchen című német Wikipédia-szócikk fordításán alapul.  Az eredeti cikk szerkesztőit annak laptörténete sorolja fel. Ez a jelzés csupán a megfogalmazás eredetét és a szerzői jogokat jelzi, nem szolgál a cikkben szereplő információk forrásmegjelöléseként.
- Ez a szócikk részben vagy egészben  a   Meerkat című angol Wikipédia-szócikk fordításán alapul.  Az eredeti cikk szerkesztőit annak laptörténete sorolja fel. Ez a jelzés csupán a megfogalmazás eredetét és a szerzői jogokat jelzi, nem szolgál a cikkben szereplő információk forrásmegjelöléseként.